# Oliver Cowdery
Oliver Cowdery, född 3 oktober 1806 i Wells i Vermont, död 3 mars 1850 i Richmond i Missouri, var, tillsammans med Joseph Smith, en av grundarna till Sista dagars heliga-rörelsen. Stora delar av Mormons bok ska ha dikterats för Cowdery av Smith och han är ett av de tre vittnena som svurit på att han sett de guldplåtar som Mormons bok översatts från. 

## Biografi
I april 1829 träffade Cowdery Joseph Smith, som berättade för honom om guldplåtarna innehållande ett antikt manuskript som han mottagit. Smith hade tidigare haft hjälp av Martin Harris som skrivare i översättandet av Mormons bok, men fått problem då Harris slarvat bort 116 sidor av manuskriptet. Med Cowdery som skrivare färdigställde han manuskriptet på ett par månader. 
Smith och Cowdery ska i maj 1829 mottagit det aronska prästadömet av Johannes döparen och döpt varandra i Susquehannafloden. Senare ska apostlarna Petrus, Jakob och Johannes ha uppenbarat sig för dem och gett dem det melkisedekska prästadömet och även anförtrott dem "Guds rikes nycklar".
Cowdery är, tillsammans med Martin Harris och David Whitmer, ett av de tre vittnen som ska ha visats guldplåtarna i en vision av en ängel, enligt vittnesmål i inledning till Mormons bok.
När Kristi kyrka grundades den 6 april 1830 blev Smith förste äldste och Cowdery andre äldste. Smith och Cowdery utvecklade sedan skilda åsikter och Cowdery uteslöts ur kyrkan 1838. Cowdery kände sig hotad och flyttade. Han blev sedan medlem i metodistkyrkan och arbetade som tidningsredaktör och försökte sig också utan framgång på en politisk karriär. Han återvände till Jesu kristi kyrka av sista dagars heliga 1848 och blev återdöpt i Iowa i november det året. Hans hälsa blev allt försämrad och han avled 1850 i Richmond, Missouri.